# Acraea valdemaculosa
Acraea valdemaculosa är en fjärilsart som beskrevs av Carpenter 1932. Acraea valdemaculosa ingår i släktet Acraea och familjen praktfjärilar. Inga underarter finns listade i Catalogue of Life.